# 林柒予
林柒予（英語：Thea，1996年2月5日—），原名包颖，曾用艺名林希娅。中国女歌手、演员，出生于浙江。 

## 经历
2016年12月，以原名包颖参加爱奇艺及斗鱼直播合作的《天生是优5》网络版，争夺登上《天生是优5》电视版的名额。 
2020年，改名“希娅”，以樂華娛樂五人練習生組合Daylight的名義參加参加爱奇艺《青春有你2》。初评级为C，主题曲评级为F。但因在主题曲拍摄排练片场中努力练习而升入D班。
同年9月，参演电影《大“剩”娶亲》及《勇敢的你》。

## 音乐作品

### 《青春有你 (第二季)》表演曲目
| 发行时间 | 歌曲名称（歌曲说明）                                                                                | 原唱者               |
| 2020     | 《让世界充满爱》（《青春有你 (第二季)》公益歌曲）                                                   | 华语群星             |
| 2020     | 《YES！OK！》（節目主題曲）                                                                         | 青春有你第二季訓練生 |
| 2020     | 《是秘密啊》 （初舞台，与宋昭艺、金子涵、陈昕葳、艾依依合作）                                       | 宇宙少女             |
| 2020     | 《别问很可怕》（第一次公演舞台，取得35票，小组第6名，现场助力第82名，与宋昭艺、虞书欣、莫寒等合作） | J.Sheon              |

## 影视作品

### 电视剧／网路剧
| 年份 | 剧名             | 角色   | 备注     |
| 2022 | 二十四味暖浮生   | 夏蘭   | 网路剧   |
| 2022 | 唱首时光给你听   | 杜小雨 | 网路剧   |
| 2023 | 錦鯉是個技術活   | 陳迷人 | 网路剧   |
| 2024 | 披荆斩棘的大小姐 | 杜影兒 | 网路剧   |
| 2024 | 丫鬟不好惹       | 夸小娥 | 网路短剧 |
| 2025 | 漫城             | 林小妙 | 网路剧   |
| 待播 | 天赐娘子小镖师   |        | 网路短剧 |
| 待播 | 是风动，是心动   | 童歆   | 网路剧   |

### 电影
| 年份 | 电影名字       | 饰演角色 | 備註                                  |
| 待播 | 《大“剩”娶亲》 |          | 喜剧爱情电影                          |
| 待播 | 《勇敢的你》   | 忻笑     | 独立单元剧情电影 《春归》单元饰演护士 |

### 綜藝節目
| 年份   | 播出平台         | 節目名稱      | 備註 |
| 2016年 | 爱奇艺、斗鱼直播 | 《天生是优5》 |      |
| 2020年 | 爱奇艺           | 《青春有你2》 |      |